# Zdvořilost v různých jazycích
Zdvořilost v různých jazycích, jakož i vyjádření společenského odstupu, formálnosti apod. představují v gramatikách všech jazyků různé systémy. Těmi jsou např. vykání (oslovování jednotlivého člověka v 2. osobě množného čísla, vy), onikání (oslovování ve 3. osobě množného čísla, oni, např. v němčině), onkání (oslovování ve 3. osobě jednotného čísla, on, např. v italštině a polštině) aj.
Tykání (oslovování ty) je mnohde považováno za důvěrné a v mnoha situacích a společenských vztazích nepřijatelné.

## Zdvořilostní formy v různých jazycích

### Angličtina
Současná angličtina gramaticky nerozlišuje ty a vy – obojí se vyjadřuje zájmenem you. Původně však toto zájmeno znamenalo vy, v jednotném čísle se používalo thou (ty), během 17. století však získalo nádech opovržení a používalo se při oslovování příslušníků nižších sociálních tříd. Z běžného použití vymizelo v 18. století, vykání zcela převládlo. Thou se jako archaismus občas vyskytuje např. v náboženských textech (např. pro oslovení Boha). Jeho použití v současné angličtině již nevyjadřuje rozdíl mezi formálním a neformálním. Např. Ernest Hemingway v Komu zvoní hrana používáním thou odlišuje přímou řeč vedenou ve španělštině.
Formálnost a neformálnost vztahů se rozlišuje důvěrným oslovením křestním jménem a formálním Mr. nebo Mrs. (pane, paní).

### Arabština
Moderní spisovná arabština nerozlišuje tykání a vykání, avšak v mnoha mluvených varietách jisté rozlišení existuje. V egyptské arabštině se používá حضرتك (ḥaḍretak/ḥaḍretik, znamenající „vaše milosti“) jako osobní zájmeno ve formálních situacích, zatímco v neformálně se používá أنت (anta, muž) nebo أنتِ (anti, žena) – ve spisovné arabštině používané i formálně. Všeobecně je oslovení ḥaḍretak vyhrazeno pro starší příbuzné, autority, nadřízené a výše postavené obchodní partnery.

### Čeština
Tradičně je tykání vyhrazeno pro oslovování příbuzných, blízkých přátel a dětí (přibližně do 15 let věku). Během 2. poloviny 20. století se více rozšířilo i mezi spolupracovníky, mladými lidmi a v různých společenských organizacích. Formální vykání v oficiálních dokumentech, při jednání s cizími lidmi, váženými kolegy a k vyjádření úcty. Zájmena 2. osoby (Ty, Tvůj, Vy, Váš – nikoliv však zvratné „si, se, svůj“) V minulosti se užívalo onkání (v 18. století) a podle německého vzoru onikání (Oni/oni, Jejich/jejich), během 19. století však postupně vymizelo a bylo nahrazeno vykáním.
V mluvnici se používají tvary množného čísla u osobních a přivlastňovacích zájmen a u sloves, nikoliv však v příčestích a u přídavných jmen. Ta zůstávají v jednotném čísle. Tím se vykání v češtině liší od některých jiných slovanských jazyků (např. slovenština, ruština). Při oslovování více osob se tykání a vykání gramaticky neliší, v psaném projevu však může být vykání zvýrazněno velkým počátečním písmenem.
| Tykání         | Vykání          | Oslovení více lidí |
| -------------- | --------------- | ------------------ |
| ty děláš       | vy děláte       | vy děláte          |
| dělal jsi      | dělal jste      | dělali jste        |
| jsi hodný      | jste hodný      | jste hodní         |
| byl jsi přijat | byl jste přijat | byli jste přijati  |

V psané formě se jako zdvořilostní používají velká písmena ve slovech Váš, Vám, Vás, Vaše, Tvým, Tvůj, Tvé, Ti. Např. Všechno nejlepší k Tvým narozeninám. podrobněji...

### Dánština
V dánštině existuje onikání (De), ovšem jeho používání se posledních dvaceti letech výrazně omezilo. De (oni) se používá např. v oficiálních dopisech apod., ale v běžném styku převládá tykání (du = ty). Např. v dopise z úřadu se používá De, ale při osobním styku s úředníkem du. Onikání je očekáváno pouze u členů královské rodiny. Příležitostně též onikají číšníci, je to však pociťováno jako značně formální.
Při psaní dopisů se doporučuje používat du, pokud známe jméno člověka, kterému píšeme. Pokud ne, používá se De.
Rozdíl mezi tykáním a onikáním se v dánštině omezuje jen na osobní a přivlastňovací zájmena. Tvary sloves se při časování neliší.

### Esperanto
Umělý jazyk esperanto záměrně nerozlišuje mezi tykáním a vykáním ani v časování, ani v osobních zájmenech. Zájmeno vi se používá pro 2. osobu jednotného i množného čísla (obdobně jako v současné angličtině). Neformální ci (ty) sice existuje, ale téměř se nepoužívá. Je určeno hlavně pro překlady z jazyků, kde rozdíl existuje.

### Finština
Finština používá podobný systém jako čeština. Formálně se oslovuje pomocí druhé osoby množného čísla (te). Při neformálním oslovení se používá druhé osoby jednotného čísla (sinä). V běžné komunikaci jsou téměř všechna oslovení neformální. Zdvořilostně se oslovuje jen výjimečně, běžně se tak oslovují jen lidé v jasně nadřazeném postavení, například hlava státu. Není chybou neformálně oslovovat neznámé lidi.
Podobně jako v češtině i ve finštině subjekt zůstává v jednotném čísle (Oletteko te lääkäri? Vy jste lékař?). Finové běžně chybují při používání formálního oslovení v perfektu a plusquamperfektu, kdy místo správného Oletteko kuullut? (Slyšel jste?) říkají Oletteko kuulleet? (Slyšeli jste?).
Onkání, převzaté v minulosti ze švédštiny (viz dále), se ve finštině vyskytuje jen výjimečně (Mitä rouvalle saisi olla? Co by dáma ráda dostala?). Majestátní plurál je taktéž vzácný a vyjadřuje se pomocí trpného rodu (Kuinkas tänään voidaan? Jakpak se dneska máme?). Trpný rod se v hovorové finštině používá namísto první osoby množného čísla.
Finština má slovesa sinutella (tykat) a teititellä (vykat).

### Francouzština
Francouzština rozlišuje mezi důvěrným tu (ty) a formálním vous (vy). Ve většině frankofonních oblastí platí podobná pravidla tykání a vykání jako v češtině. Výjimkou je Kanada, kde v běžném hovoru převládá tykání. Vykání je běžné na oficiální úrovni a v určitých sociálních situacích (např. při ucházení se o zaměstnání).

### Hebrejština
V hebrejštině se zdvořilost gramaticky odlišuje jen ve velmi formální řeči a jen vůči osobám s nejvyšší autoritou (například když advokát oslovuje soudce nebo běžný žid rabína). Druhá osoba singuláru zní v maskulinu ata a ve femininu at, tato forma je v oslovování užívána nejčastěji. Při formálním oslovení se onká, tedy oslovuje třetí osobou jednotného čísla. Užívá se titul osoby bez použití osobního zájmena. Rabín tak může být požádán: "Kvod harav jirce lechol?" (dosl. "ráčil by ctihodný rabbi jíst?") nebo soudce: "Kvod hašofet dan babaqaša šeli?" ("projedná jeho ctihodnost soudce moji žádost?").

### Chorvatština
Podobně jako v češtině se i v chorvatštině ti používá mezi přáteli, příbuznými a dětmi. Rovněž se může používat mezi spolupracovníky. Ve formálním styku se však používá vi. V osobní korespondenci se píše Vi s velkým písmenem. Rodilí mluvčí často píší velké písmeno i v jiných případech, což se však považuje za chybné.

### Japonština
Japonština rozlišuje zdvořilost promluvy na gramatické úrovni. Rozeznáváme minimálně čtyři úrovně zdvořilosti:
- Prostá úroveň se v normální konverzaci nepoužívá, používá se nanejvýš, chceme-li někoho ponížit nebo jedná-li se o velmi důvěrný vztah. Ekvivalentem by mohlo být české oslovení vole. Cizinec se však patrně nikdy nedostane do situace, kdy by mohl na této úrovni komunikovat a za běžných okolností Japonec vůči cizinci tuto úroveň nepoužije.

- Důvěrná nebo také „dětská“ úroveň je používána dětmi a vůči dětem, než se ve škole naučí zdvořilé úrovni, a také mezi členy rodiny nebo v rámci užší skupiny, například parta kamarádů nebo úzký pracovní kolektiv. Na rozdíl od prosté úrovně je znalost důvěrné úrovně důležitá, protože gramatika důvěrného tvaru je výchozí pro gramatickou skladbu zdvořilého tvaru a zdvořilá úroveň z ní přímo vychází. V důvěrné úrovni jsou také psány neosobní texty jako noviny a podobně.

- Zdvořilá úroveň je používána nejčastěji. Je to bezpečná úroveň, slušná za každých okolností. Je používána vůči dospělým, kteří nejsou částí stejné uzavřené skupiny, vůči cizincům apod.

- Honorifická (formální) úroveň je používána v rozhovoru lidí, kteří stojí na společenském žebříčku na různé úrovni. Honorifické tvary jsou používány, mluví-li například řadový zaměstnanec s prezidentem společnosti nebo běžný Japonec s předsedou vlády. Honorifická mluva je také používána vůči výrazně starším, významným umělcům a všeobecně úctyhodným lidem.

Honorifická mluva se dělí do dvou podúrovní: povýšená, kterou se obrací „vyšší“ k „nižšímu“, a ponížená, kdy je tomu opačně.
Honorifické tvary také pronikly do ostatních úrovní jako součást zdvořilostních frází nebo výrazů pro věci, ke kterým mají Japonci úctu: gohan (御飯) – vařená rýže, okane (お金) – peníze, arigató gozaimasu ありがとうご座います – děkuji mnohokrát, ohajó gozaimasu お早うご座います – dobré jitro (tučně jsou vyznačeny honorifické prefixy)
Zvládnutí jazykové zdvořilosti je pro Japonce velmi důležité. Japonec jiného člověka posuzuje při prvním kontaktu právě z hlediska jazykové zdvořilosti.

### Němčina
V němčině se používá zdvořilé onikání, tedy oslovování ve 3. osobě množného čísla (Sie = oni), a to jak pro jednotlivého člověka, tak i při oslovení více osob. 2. osoba množného čísla (ihr = vy) se používá, pokud si se všemi oslovenými tykáme (du = ty). Pravidla pro použití tykání jsou obdobná jako v češtině.
Pokud onikáme, píše se osobní zájmeno Sie, stejně jako přivlastňovací Ihr (jejich, odp. českému Vaše) vždy s velkým písmenem. Při tykání se velké písmeno u Du (Ty) a Dein (Tvůj) píše jen v osobních sděleních.

### Polština
Obdobou zdvořilého vykání je v polštině oslovení ve 3. osobě (onkání) ve spojení se slovem pan/pani, v množném čísle państwo: Czy może mi pan/pani pomóc? (Můžete mi pomoct? – doslova Může mi pán/paní pomoct?), Proszę pana/pani, gdzie jest…? (Prosím vás, kde je …?).
Některé osoby se oslovují konkrétní funkcí, a ne obecným pan/pani – oslovení kněze proszę księdza, prezidenta Szanowny Panie Prezydencie, zwracam się do Pana Prezydenta (Vážený pane prezidente, obracím se na Vás), starší generace se takto obracely i na rodiče a prarodiče proszę mamo (oslovení mámy), czy babcia mogłaby (babi, mohla byste).
Naopak oslovení někoho příjmením Panie Nowaku je považováno na rozdíl od češtiny za neslušné. Při trochu důvěrnějším seznámení, například v práci, se mohou spolupracovníci oslovovat pomocí pan/pani a křestního jména – panie Janie, pani Marto, pani Aniu (pane Jane, paní/slečno Marto, Aničko – Ania je zdrobnělina jména Anna). Zdrobnělina tu není neobvyklá ani u mužských jmen – panie Mareczku (zdrobnělina jména Marek).
Za komunistického režimu se v komunistické straně PSDS a v úředním styku užívalo vykání ve spojení s vokativem jednotného čísla funkčního či obecného oslovení a případně i příjmením (to naopak v pádě prvém) – powiedzcie, towarzyszu Nowak..; stójcie, obywatelu!; wejdzcie, panie Skorupka (řekni, soudruhu Nowaku..; stůjte, občane!; vstupte, pane Skorupko). Takové oslovení je chápáno jako neosobní a zdůrazňující odstup od osloveného. Oslovení towarzyszu, na rozdíl od českého soudruhu, se omezovalo výhradně na stranické prostředí.
Zvláštní variantou je tykání-onkání. Je to částečně nezdvořilé a částečně znamení jisté důvěrnosti. Mohou se tak oslovovat známí sousedé, jakož i řidiči, kteří si chtějí něco "vyříkat", kdo měl dát komu přednost, kde by se česky přešlo na tykání. Např.: Copak pán nevidíš, že jedu z pravé strany?! Musíš mi pán dát přednost! Někdy je tato forma použita také při výrazném věkovém rozdílu mezi dospělými mluvčími směrem od staršího k mladšímu.

### Ruština
Tykání (ты, ty) a vykání (вы, vy) v ruštině je podobné jako v češtině. Rozdíl je v tom, že se při vykání používá důsledně množné číslo i v příčestích: Где вы были? Gdě vy byli? (Kde jste byl/byla?).

### Slovenština
Pravidla tykání (ty) a vykání (vy) jsou ve slovenštině podobná jako v češtině. Při vykání se však používá důsledně množné číslo: Podali by ste mi…? V hovorovém stylu se však můžeme setkat, možná pod vlivem češtiny, s formou Podala by ste mi…? Takovéto vykání je často kritizováno jako nedbalé, případně vnímáno jako nepřípustný bohemismus. Zdvořilostního množného čísla se někdy (okrajově) užívá i o nepřítomných: Starý otec hovorili...

### Švédština
V 60. letech 20. století nastala ve švédštině významná změna v podobě tzv. „du-reformy“. Do té doby správný způsob oslovování lidí stejné nebo vyšší sociální skupiny byl pomocí titulu a příjmení. Použití oslovení herr (pane), fru (paní) nebo fröken (slečno) bylo vhodné jen pro zahájení rozhovoru s cizími lidmi, u nichž člověk neznal povolání, akademický titul ani vojenskou hodnost. Skutečnost, že oslovovaný měl být oslovován ve třetí osobě (Kan doktorn hjäjpa mig? Může mi pan doktor pomoct?) vedlo k pozdějšímu komplikování komunikace mezi členy společnosti. Počátkem 20. století byl učiněn neúspěšný pokus nahradit striktní trvání na titulech (dosud se používá při oslovování členů královské rodiny) vykáním – tedy používáním zájmena ni (vy), které se nakonec částečně ujalo jako méně arogantní místo du (ty), kterým se oslovovali příslušníci nižších společenských vrstev. S liberalizací a radikalizací švédské společnosti v 50. a 60. letech ztrácely rozdíly mezi společenskými třídami postupně na významu a oslovení du (tykání) se postupně stalo standardem, a to dokonce i ve formálním a oficiálním kontextu. Vykání (oslovení ni) není v současnosti mezi Švédy běžné, používá se jen při zvláštních příležitostech, např. obchodníci někdy vykají svým zákazníkům.
Gramatické rozlišení tykání a vykání ve švédštině spočívá jen v použití osobních (du – ni, ty – vy) a přivlastňovacích (din – er, tvůj – váš) zájmen. Velká písmena se píší jen v osobních sděleních k vyjádření úcty. Ve švédštině existují slovesa dua (tykat) a nia (vykat).

## Přehled příkladů z různých jazyků
|                                                   | Jednotlivá osoba – neformální | Jednotlivá osoba – formální | Více osob – neformální | Více osob – formální |
| ------------------------------------------------- | --- | --- | --- | --- |
| Afrikánština                                      | jy /jou | u U (oslovení Boha) | julle | u |
| Albánština                                        | ti | ju | ju | ju |
| Amharština                                        | አንተ (antä) (mužské) አንቺ (anči) (ženské) | እስዎ (ɨsswo) nebo እርስዎ (ɨrswo) | እናንተ (ɨnnantä) | እስዎ (ɨsswo) nebo እርስዎ (ɨrswo) |
| Angličtina                                        | you thou /thee (zastaralé) | you | you ye /you (zastaralé) | you ye /you (archaic) |
| Arabština                                         | أنت (anta, oslovení muže), أنتِ (anti, oslovení ženy) | anta / anti; v některých varietách, např. egyptské arabštině, se používají výrazy jako ḥaḍretak (vaše milosti) nebo siyadtak (vaše lordstvo)                                                                         | antum (oslovení mužů), antunna (oslovení žen)                                                                                 | antum / antunna; v některých varietách, např. egyptské arabštině, se používají výrazy jako ḥaḍretkum nebo siyadetkum                          |
| Arménština                                        | դու (du) východní dialekt, դուն (tun) západní dialekt | դուք (duk) východní dialekt (tuk) západní dialekt | դուք (duk) východní dialekt (tuk) západní dialekt                                                                             | դուք (duk) východní dialekt (tuk) západní dialekt                                                                                             |
| Baskičtina                                        | hi (velmi důvěrné), zu | zu, berori (velmi zdvořilé) | zuek | zuek |
| Bengálština                                       | তুই tui (very informal) তুমি tumi | আপনি apni | তোরা tora (very informal) তোমরা tomra                                                                                             | আপনারা apnara |
| Bosenština                                        | ti | Vi | vi | vi |
| Bulharština                                       | ти (ti) | Вие (Vie) | вие (vie) | вие (vie) |
| Čínština (mandarínská)                            | 你 nǐ | 您 nín | 你们 (你們) nǐmen | žádná oficiální forma; často 大家 dàjiā |
| Čeština                                           | ty | Vy | vy | vy |
| Dánština                                          | du | De | I | De |
| Dolnolužická srbština                             | ty | Wy | wej (duál), wy (plurál) | wy |
| Esperanto                                         | ci (pouze experimentální použití), běžně vi | vi | vi | vi |
| Estonština                                        | sina | Teie | teie | Teie |
| Faerština                                         | tú | tygum | tit | tygum |
| Filipínština                                      | ka /ikaw | kayo | kayo | sila |
| Finština                                          | sinä | te | te | te |
| Francouzština                                     | tu /toi /te | vous | vous | vous |
| Galicijština                                      | tu, tí | vostede | vós | vostedes |
| Gruzínština                                       | შენ shen | თქვენ tkven | თქვენ tkven | თქვენ tkven |
| Hindština                                         | तू tū (velmi neformální) तुम tum | आप āp | तुम लोग tum log | आप लोग āp log |
| Chorvatština                                      | ti | Vi | vi | vi |
| Islandština                                       | þú | þér (obsoletní) | þið | þér (obsoletní) |
| Indonéština                                       | kamu | Anda | kalian | Anda |
| Interlingua                                       | tu (te) | vos | vos | vos |
| Italština                                         | tu (te) | Lei (archaické Ella, staré voi) | voi | voi (zřídka Loro) |
| Japonština                                        | お前 (omae) あんた (anta) 貴様 (kisama) 手前 (temae) (poslední dvě možnosti mají nepřátelský význam)                                                                                                 | あなた (anata) 君 (kimi) (anata je více zdvořilé než kimi, místo toho se však používají tituly a názvy pozic u osob s vyšším postavením)                                                                             | お前ら (omaera) | あなたたち (anatatachi) 君たち (kimitachi) |
| Jidiš                                             | דו (du) | איר (ir) | איר (ir) עץ (ets) (regional)                                                                                                  | איר (ir) |
| Kannadština                                       | niinnu | niivu | niivu | niivu |
| Katalánština                                      | tu vós (only to elders) | vostè | vosaltres | vostès |
| Kazaština                                         | сен (sen) | сіз (siz) | сендер (sender) | сіздер (sizder) |
| Korejština                                        | neo | — (přímé oslovení člověka); dangsin (oslovení anonymních čtenářů) | neohui | — (yeoreobun) |
| Kung-ekoka                                        | a | i!a | i!a | i!a |
| Kurdština (severní), Kurmanji                     | تو (tu) | هون (hûn), هنگۆ (hingo), تو (tu) | هون (hûn), هنگۆ (hingo) | هون (hûn), هنگۆ (hingo) |
| Kurdština (jižní), Sorani                         | تۆ (to) | ێوه‌ (êwe), تۆ (to) | ێوه‌ (êwe) | ێوه‌ (êwe) |
| Kyrgyzština                                       | сен (sen) | сиз (siz) | силер (siler) | сиздер (sizder) |
| Ladino, viz Španělština                           | tu | vozótros | tu | vozótros |
| Litevština                                        | tu | Jūs | jūs | Jūs |
| Lombardština                                      | ti | vü; nebo lüü (muž) nebo lée (žena) | viòltar | viòltar; nebo vü; nebo lur |
| Lotyština                                         | tu | Jūs | jūs | Jūs |
| Maďarština                                        | te | maga (formální) nebo Ön (oficiální) | ti | maguk (formální) nebo Önök (oficiální) |
| Malajština                                        | kamu (standardní), engkau (regionální; běžně mluvená krátlá forma kau – vyslovuje-li se "ko", je to více neformální), hang (severní dialekt), awak (kromě velmi důvěrných vztahů vnímáno jako hrubé) | anda (zdvořilé, přátelsky formální; ve formálních dokumentech a podobném kontextu, např. v reklamě. Nepoužívá se však v běžně mluvené řeči, místo toho se používají tituly), kamu (nezdvořilé, nepřátelsky formální) | kau orang (vyslovované jako "ko'rang" je slangové a více neformální), kau semua, hangpa (severní dialekt), kalian (zastaralé) | anda, kalian (archaic) |
| Makedonština                                      | ти (ti) | Вие (Vie) | вие (vie) | вие (vie) |
| Němčina                                           | du | Sie (+ sloveso ve 3. osobě plurálu) | ihr | Sie (+ sloveso ve 3. osobě plurálu) |
| Nepálština                                        | तँ, तिमी (tã, timi) | तपाईं (tapāī̃) | तिमी(-हरू) (timi[-harū]) | तपाईं(-हरू) (tapāī̃[-harū]) |
| Nizozemština                                      | jij /je (zejména v Nizozemsku) nebo gij/ge (zejména ve Flandrech) | U, alternativně: Gij(oslovení Boha)) | jullie (z jij /jou + lui (lidé) = vy lidé)                                                                                    | u |
| Norština (bokmål)                                 | du | De | dere | De |
| Norština (nynorsk)                                | du | De | de | De |
| Oriya                                             | tu/ tume | aapano | tumemane | aapanomane |
| Perština                                          | تو‎ to | شما‎ shomâ | شما‎ shomâ | شما‎ shomâ |
| Polština                                          | ty | pani (žena) pan (muž) (+ sloveso ve 3. osobě singuláru) | wy | państwo (všeobecně) panie (ženy) panowie (muži) (+ sloveso ve 3. osobě plurálu, ačkoliv ve spojení s všeobecným państwo je možná i 2. osoba). |
| Portugalština (Portugalsko)                       | tu vós (regionální) | o senhor/a senhora (více formální) você (Méně formální) vós (zastaralé a knižní) | vocês vós (zastaralé a knižní nebo regionální)                                                                                | os senhores/as senhoras |
| Portugalština (Brazílie)                          | você (někdy tu) | o senhor/a senhora vós (zastaralé a knižní) | vocês vós (zastaralé a knižní)                                                                                                | os senhores/as senhoras |
| Rumunština                                        | tu | dumneata (méně formální, v určitých situacích urážlivé) dumneavoastră (formální) | voi | dumneavoastră / domniile voastre (zastaralé)                                                                                                  |
| Ruština                                           | ты (ty) | вы (vy) | вы (vy) | вы (vy) |
| Řečtina                                           | εσύ (esy) | εσείς (eseis) | εσείς (eseis) | εσείς (eseis) |
| Skotská gaelština                                 | thu | sibh | sibh | sibh |
| Slovenština                                       | ty | Vy | vy | vy |
| Slovinština                                       | ti | vi | vidva (duál), vidve nebo vedve (duál - oslovení dvou žen); vi (plurál), ve (plurál - oslovení žen)                            | vi (duál i plurál) |
| Srbština                                          | ти (ti) | Ви (Vi) | ви (vi) | ви (vi) |
| Somálština                                        | adhi | adhiga | idhinka | idhinka |
| Španělština (Španělsko, Rovníková Guinea, Maroko) | tú | usted (formálně nebo knižně vos, usía a vuecencia/vuecelencia v ostatních případech) | vosotros (muži) vosotras (ženy)                                                                                               | ustedes |
| Španělština (USA, Andalusie)                      | tú nebo vos | usted | ustedes (knižně vosotros, vosotras, v poezii apod.)                                                                           | ustedes |
| Švédština                                         | du | ni | ni | ni |
| Tagalog                                           | ikáw ka (postpozitivní) | kayó | kayó | kayó |
| Tádžičtina                                        | ту (tu) | Шумо (šumo) | шумо (šumo) | шумо (šumo) nebo шумоён (šumojon)(hovorově)                                                                                                   |
| Tamilština                                        | nee | neengal | neengal | neengal |
| Telugština                                        | nuvvu | meeru | meer-andaru | meer-andaru |
| Turečtina                                         | sen | siz | siz | siz, sizler |
| Ukrajinština                                      | ти (ty) | ви (vy) | ви (vy) | ви (vy) |
| Urdština                                          | تو‎ tū (velmi neformální) تم‎ tum | آپ‎ āp | تم لوگ‎ tum log | آپ لوگ‎ āp log |
| Ujgurština                                        | سەن sän | سىز siz nebo سىلى sili | سىلەر silär | سىزلەرsizlär |
| Velština                                          | ti nebo chdi | chi nebo chwi | chi nebo chwi | chi nebo chwi |
| Západofríština                                    | dû/do | jo (Jo – Oslovení Boha) | jimme/jim | jimme/jim |

## Označení v různých jazycích
Některé jazyky mají slovesa a podstatná jména označující důvěrné (T) a zdvořilostní (V) formy.
|                | T-sloveso                                            | V-sloveso                                      | T-substantivum              | V-substantivum            |
| -------------- | ---------------------------------------------------- | ---------------------------------------------- | --------------------------- | ------------------------- |
| Čeština        | tykat                                                | vykat                                          | tykání                      | vykání                    |
| Dánština       | dutte                                                |                                                |                             |                           |
| Esperanto      | ciumi, "ci"-diri                                     | *viumi, "vi"-diri                              | ciumado                     | viumado                   |
| Estonština     | sinatama                                             | teietama                                       |                             |                           |
| Finština       | sinutella                                            | teititellä                                     | sinuttelu                   | teitittely                |
| Francouzština  | tutoyer                                              | vouvoyer                                       | tutoiement                  | vouvoiement               |
| Italština      | dare del tu                                          | dare del Lei                                   |                             |                           |
| Japonština     |                                                      |                                                |                             | keigo (敬語)              |
| Jidiš          | דוצן (dutsn) זײַן אױף דו (zayn af du)                 | אירצן (irtsn) זײַן אױף איר (zayn af ir)         |                             |                           |
| Katalánština   | tutejar/tractar de tú/vós                            | tractar de vostè                               |                             |                           |
| Korejština     | mareul nota; banmalhada                              |                                                |                             |                           |
| Litevština     | tujinti                                              |                                                | tujinimas                   |                           |
| Maďarština     | tegez                                                | magáz                                          | tegezés                     | magázás                   |
| Němčina        | duzen                                                | siezen                                         | Duzen                       | Siezen                    |
| Nizozemština   | tutoyeren, jij/jouwen                                | vouvoyeren                                     | tutoyeren                   | vouvoyeren                |
| Polština       | mówić per ty tykać (humorous)                        | mówić per pan/pani                             | mówienie per ty             | mówienie per pan/pani     |
| Portugalština  | tutear, tratar por "tu"                              | vosear, tratar por "vós"                       | tuteio, tratamento por "tu" | tratamento por "vós"      |
| Rumunština     | a tutui                                              | a spune „dumneavoastră”                        | tutuire                     | plural de politeţe        |
| Ruština        | тыкать (tykat')                                      | выкать (vykat')                                | тыканье (tykanie)           | выканье (vykanie)         |
| Slovenština    | tykať                                                | vykať                                          | tykanie                     | vykanie                   |
| Slovinština    | tikati                                               | vikati                                         | tikanje                     | vikanje                   |
| Srbština       | не персирати (ne persirati), бити на ти (biti na ti) | персирати (persirati), бити на ви (biti na vi) | неперсирање (nepersiranje)  | персирање (persiranje)    |
| Španělština    | tutear                                               | tratar de usted                                | tuteo                       |                           |
| Švédština      | dua                                                  | nia                                            | duande                      | niande                    |
| Turečtina      | senli benli olmak/konuşmak                           | sizli bizli olmak/konuşmak                     | senli benli olmak/konuşmak) | sizli bizli olma/konuşmak |
| Ukrajinština   | тикати (tykaty)                                      | викати (vykaty)                                | тикання (tykannia)          | викання (vykannia)        |
| Velština       | tydïo                                                |                                                | tydïo                       |                           |
| Západofríština | dookje                                               | jookje                                         | dookjen                     | jookjen                   |